# Kate Austen
Pour les articles homonymes, voir Austen.
Ne doit pas être confondu avec Kate Austin.
Katherine « Kate » Anne Austen est un personnage fictif du feuilleton télévisé Lost : Les Disparus, interprété par l'actrice Evangeline Lilly. Son patronyme fait référence à la romancière anglaise Jane Austen.
C'est une jeune femme très volontaire mais qui cache un passé très lourd. Très vite, elle tisse des liens avec Sawyer ainsi qu'avec Jack, qui semblent pourtant être des personnages antagonistes. Elle apparaît comme une personne indépendante et débrouillarde, mais manipulatrice.

## Biographie fictive

### Avant le crash
Née en Iowa, Kate est la fille de Diane, une serveuse, et de Sam, un ranger de l'armée américaine et vétéran de la guerre du Golfe. Ses parents divorcent par la suite et Diane épouse alors un alcoolique abusif appelé Wayne. Lorsqu'elle est enfant, Kate se fait attraper en train de voler une boîte dans un magasin, mais Jacob l'aide en payant la boîte. Jacob demande alors à Kate de ne plus voler. Adulte, Kate tue Wayne, prévient sa mère puis disparaît. Diane appelle les autorités et Kate est poursuivie par Edward Mars. Pendant sa fuite, Kate se rend chez Sam, qui lui révèle que Wayne était son père biologique. Elle rencontre plus tard une arnaqueuse appelée Cassidy Phillips, qui l'aide à revoir sa mère. Celle-ci lui dit alors qu'en dépit de la nature abusive de Wayne, elle l'aimait toujours.
Kate se sauve ensuite à Miami et s'apprête à épouser un policier appelé Kevin Callis. Lorsque Kevin achète deux billets pour le Costa Rica pour leur lune de miel, Kate admet être une fugitive après avoir placé un sédatif dans sa boisson puis disparaît. Plusieurs mois après, alors qu'elle est toujours en fuite, Kate apprend que Diane a un cancer et décide de lui rendre visite, grâce à l'aide de son amour de lycée, le docteur Tom Brennan. Tandis que Kate essaye de s'excuser auprès de Diane, elle commence à crier à l'aide, et Kate se sauve de l'hôpital avec Tom. Un policier ouvre le feu sur leur voiture, tuant Tom et forçant Kate à se sauver. Quelques mois plus tard, dans le Nouveau-Mexique, Kate et plusieurs criminels braquent une banque dans laquelle l'avion en jouet de Tom est stocké.
Elle se sauve ensuite en Australie où, alors qu'elle dort dans une grange, elle est découverte par un fermier. Kate travaille pendant trois mois à la ferme jusqu'à ce que le fermier apprenne sa véritable identité et la dénonce à Edward Mars. Le marshal escorte Kate jusqu'à l'aéroport où ils prennent le vol Oceanic 815. Lorsque l'avion subit des turbulences, Mars perd connaissance après avoir été frappé par un bagage tombé d'un compartiment. Kate vole les clefs de ses menottes, attache un masque à oxygène sur Mars avant d'en prendre un pour elle-même, juste avant que l'avion ne s'écrase sur l'île.

### Après le crash
Après avoir survécu à l'accident, Kate rencontre Jack blessé et accepte de le recoudre. La nuit suivante, accompagnés de Charlie, ils recherchent dans la jungle le cockpit de l'appareil et prennent le transmetteur. Ils reviennent à la plage et Kate se joint à Sayid, Boone, Shannon et Charlie pour essayer de transmettre un signal de détresse. À son retour, elle examine le marshal gravement blessé mais ce dernier se réveille et tente de l'étrangler. Elle demande à Sawyer de le tuer, mais il échoue et empire la condition de Mars ; Jack est contraint de le tuer lui-même. Plus tard, après la découverte des cavernes, Kate décide de rester sur la plage. Quand Sawyer est torturé par Sayid pour retrouver les inhalateurs d'asthme de Shannon, il dit à Kate qu'il lui dira si elle l'embrasse mais après s'être embrassés passionnément et purement (Kate a ressenti quelque chose d'intense pour Sawyer durant leur baiser), Sawyer dit ne les avoir jamais eus. Claire et Charlie sont par la suite enlevés et avec Jack, Kate part à leur recherche, mais ils ne retrouvent que Charlie. Quand Kate découvre la mallette du marshal, Sawyer lui prend et elle demande à Jack de l'aider parce qu'il est le seul à connaitre son statut de fugitive. Jack accepte mais décide qu'ils ouvriront la valise ensemble. À l'intérieur, elle prend une enveloppe contenant l'avion qui appartenait à Tom et quand Jack l'interroge au sujet de l'avion, Kate lui répond qu'il a appartenu à l'homme qu'elle a aimé et tué. Claire revient deux semaines plus tard et Kate ainsi que d'autres survivants tentent de capturer Ethan, l'homme qui a enlevé Charlie et Claire. Dans les cavernes, lorsque Boone est gravement blessé, Jack envoie Kate chercher de l'alcool mais sur le retour, dans la jungle, elle découvre Claire qui a des contractions et l'aide seule à accoucher. Après son arrivée sur la plage pour avertir de l'arrivée imminente des « Autres », Rousseau emmène Kate, Jack, Locke, Hurley et Arzt au Rocher Noir où ils prennent de la dynamite et arrivent ainsi à ouvrir la trappe découverte dans la jungle. La relation entre Sawyer et Kate est développé et exploité durant la saison 1: Sawyer et Kate ont plusieurs points communs et se comprennent mutuellement. Leurs deux passés respectifs se retrouvent sur certains points : "ils ont tué tous les deux un homme" et ont des passés tortueux... Ils partagent et ressentent une douleur commune. Kate essaye de savoir pourquoi Sawyer veut à tout prix se faire haïr par tous les autres. Elle finit par comprendre qu'au fond de lui-même, il est fragile mais ne le montre pas. Elle est la seule à savoir le calmer et elle connait ses failles : son enfance difficile 
Kate et Locke descendent dans la trappe mais à l'intérieur, Kate est enfermée par Desmond. Elle parvient à s'échapper par un conduit d'aération et parvient à maîtriser Desmond après l'arrivée de Jack. Elle endommage cependant accidentellement l'ordinateur, entraînant la panique puis la fuite de Desmond. Par la suite, Kate fait partie des survivants chargés d'introduire des nombres dans l'ordinateur. Kate est bouleversée lorsqu'elle apprend que Sawyer est de retour, car elle regrette de ne pas avoir pu lui dire au revoir lorsqu'il est parti en fin de saison 1.Un jour, dans la jungle, elle voit un cheval noir qu'elle avait déjà vu lorsqu'elle était en cavale. Quand elle revient à la trappe, elle voit Wayne s'exprimer à travers le corps de Sawyer, alors que ce dernier est blessé et sans connaissance, et Kate s'enfuit. Elle revient par la suite à la trappe pour surveiller Sawyer et ils vont ensemble à l'extérieur où ils voient tous les deux le cheval noir. Kate et Sawyer passent beaucoup de temps ensemble: elle lui couple les cheveux, lui fait la lecture, .... car ils sont amoureux l'un de l'autre mais ne le se sont pas encore avoués.Quand Michael part seul à la recherche de son fils, Sawyer, Jack et Locke partent à sa recherche et Kate les suit, mais se fait enlever. Lorsque Tom exige qu'ils leur remettent leurs armes, Kate est mise en évidence, les contraignant alors d'abandonner leurs armes et de rentrer au camp. Quand le bébé de Claire tombe malade, Kate se joint à elle pour demander de l'aide à Rousseau et elles découvrent la station « Le Caducée ». Plus tard, Kate et Jack retournent au lieu où ils ont rencontré les « Autres » et retrouvent Michael. Michael dit savoir où se situe le camp des « Autres » et emmène Kate, Jack, Sawyer et Hurley. Ils sont alors attirés dans un guet-apens, puis bâillonnés et attachés par les « Autres ». 
Kate est placée dans une cage en face de Sawyer sur l'île de l'Hydre et est contrainte de travailler pour les « Autres ».Dans la saison 3, les choses s'accélèrent entre Kate et Sawyer. Kate tente de persuader Sawyer de s'enfuir mais Sawyer lui assure qu'ils ne peuvent pas s'enfuir car ils sont sur une autre île. Elle le rejoint dans sa cage et tous les deux font l'amour de façon n magique pour la première fois. Sawyer avoue à son tour ses sentiments à Kate. Kate avait avoué à Sawyer qu'elle était profondément amoureuse de lui lorsqu'il se faisait frappé. Ils parviennent à rejoindre l'île principale avec l'aide d'un bateau que leur donne Alex en échange du sauvetage de son ami Karl soumis à un lavage de cerveau par Ben. Ils découvrent dans la jungle la station « La Flamme » et capturent Mikhail, un des « Autres », responsable de la station. Ils arrivent enfin aux baraquements et voient Jack libre, vivant au sein des « Autres ». Le soir, Kate approche Jack, mais les « Autres » la capturent ainsi que Sayid. Quand ils sont seuls, Jack explique à Kate qu'il a un arrangement avec les « Autres » ; en échange de la vie de Ben, Jack a la possibilité de quitter l'île. Cependant, Locke fait sauter le sous-marin dans lequel il devait partir. Le jour suivant, Kate est endormie par un gaz par les « Autres » et se réveille dans la jungle. Ils reviennent par la suite à la plage avec Jack et Sayid. Lorsque Juliet leur parle d'une attaque imminente du camp par les « Autres », la plupart des survivants se rendent à la tour radio dans le but de communiquer avec un cargo dans lequel était Naomi Dorrit, arrivée sur l'île en parachute. En route, Sawyer indique à Kate qu'il retourne sur le camp aider les survivants restant sur la plage. Kate veut venir avec lui mais Sawyer refuse car il veut la protéger. Ils rencontrent par la suite Ben et Alex dans la jungle, Ben qui est ainsi pris en otage. 
Kate suit une traînée de sang laissée par Naomi après qu'elle s'est fait poignarder par Locke, mais Naomi meurt lorsqu'elle la retrouve. Après une confrontation entre Jack et Locke, Kate décide de rester avec Jack. Plus tard, ils trouvent Daniel Faraday et Miles Straume, arrivés sur l'île en parachute ainsi que Frank Lapidus qui est parvenu à poser l'hélicoptère sur l'île. Kate accompagne ensuite Sayid et Miles aux baraquements dans le but de retrouver Charlotte Lewis. Kate décide de rester aux baraquements afin d'essayer de convaincre Miles de lui dire ce qu'il sait sur elle. Kate passe une nuit  tendre et romantique avec Sawyer . Quand Sawyer revient avec Miles et Aaron, Kate s'occupe d'Aaron lorsque Sawyer lui annonce que Claire a disparu. Plus tard, Sayid et Kate rencontrent les « Autres » et joignent leurs forces pour vaincre les mercenaires. Rejoints par Jack, Hurley et Sawyer, ils partent en hélicoptère avec Lapidus mais alors qu'ils se rendent vers le cargo, l'hélicoptère a une fuite de carburant, et lorsque tout poids excessif est jeté, Sawyer embrasse Kate de façon pure, amoureuse et épique et plonge dans l'océan. L'hélicoptère s'écrase plus tard dans l'océan avec à son bord Desmond, Lapidus et les « six de l'Oceanic » qui sont alors secourus par Penelope Widmore.

### Après l'île
À son retour de l'île, Kate fait croire qu'Aaron est son fils. Kate se fait ensuite juger pour le meurtre de son père. La mère de Kate essaie de se réconcilier avec Kate et décide alors de ne pas témoigner. Elle est libérée avec dix ans de mise à l'épreuve et ne doit pas quitter la Californie.
Kate elle remonte dans sa voiture après un au revoir précipité et démarre, tandis que Jack crie qu'ils doivent retourner sur l'île. Kate le confronte et souligne ensuite qu'elle a passé les trois dernières années à oublier les horreurs qui se sont produites lors de leur départ de l'île, et montre son indignation d'entendre Jack lui demander d'y retourner. Puis, elle remonte dans sa voiture et repart, cette fois pour de bon. 
Plus tard, Kate est confrontée à Dan Norton, un avocat demandant une prise de son sang et de celui d'Aaron afin de vérifier leur rapport biologique. Quand Norton refuse de révéler l'identité de son client, Kate refuse à son tour de donner son sang, malgré sa menace de chercher un shérif. Kate dépose alors Aaron chez Sun, de passage à Los Angeles, et se rend au bureau de Norton pour le convaincre de donner le nom de son client. Norton dit alors qu'il doit se rendre chez son client pour lui demander la permission. Kate et Jack le suivent en voiture jusqu'à l'hôtel où habite la mère de Claire. Jack se rend chez elle pour lui parler mais il réalise qu'elle ne sait rien à propos d'Aaron. Kate découvre plus tard que le client recherché est Ben. Kate finit par se rendre compte qu'elle n'est pas censée élever Aaron et le confie à la mère de Claire, après lui avoir révélé la vérité.

### Retour sur l'île
Kate revient sur l'île avec les autres survivants sur le vol Ajira 316. Elle retrouve Sawyer en 1977 et joint le projet Dharma avec Jack et Hurley. Sayid tire sur le jeune Benjamin Linus et Kate sauve sa vie en l'amenant à Richard Alpert. Après avoir refusé d'aider Jack dans son plan pour détoner la bombe à hydrogène, Kate retourne aux baraquements et part en sous-marin avec Sawyer. Cependant, elle insiste sur le fait qu'ils doivent retourner sur l'île pour empêcher Jack de détoner la bombe. Ils rejoignent alors Jack, Jin, Sayid et Hurley. Bien que Sawyer essaye de persuader Jack de ne pas utiliser la bombe, ses efforts sont vains. Kate dit à Jack que s'il croit vraiment que faire exploser la bombe est la meilleure chose à faire, elle l'aidera. Elle couvre Jack lorsqu'il jette la bombe dans le puits mais lors de l'impact, elle n'explose pas. Juste après, la foreuse perce la poche d'énergie électromagnétique que Jack essayait de contenir.
Les survivants se rendent ensuite au temple dans le but de sauver Sayid, mortellement blessé. Lorsque Sawyer s'enfuit du temple, Kate part à sa recherche et le retrouve aux baraquements. Kate rencontre plus tard Jack et Hurley dans la jungle qui se rendent au phare de Jacob mais elle refuse de les suivre car elle souhaite toujours retrouver Claire. Elle y parvient lorsqu'elle retourne au temple et Kate révèle à Claire qu'elle a élevé Aaron. Après l'attaque du monstre de fumée sur le temple, à laquelle Kate a survécu grâce à Claire, Kate se joint au groupe de l'homme en noir. Plus tard, Kate est attaquée par Claire qui tente de la tuer avant d'être arrêtée par l'homme en noir. Claire présente peu après ses excuses. Une nuit, Hurley, Jack, Sun et Frank rejoignent le camp de l'homme en noir. Avec Kate et Sawyer, puis Claire, ils décident de prendre l'ancien bateau de Desmond pour se rendre sur l'île de l'Hydre mais au milieu de leur route, Jack décide de retourner sur l'île principale. Après avoir retrouvé Jin, ils sont mis en cage par les hommes de Widmore puis libérés le lendemain par l'homme en noir et Jack. Lors d'une fusillade, Kate, Sawyer, Jack, Hurley, Frank, Sayid, Jin et Sun en profitent pour prendre le sous-marin de Widmore et quitter l'île. Cependant, une bombe est découverte dans le sac de Jack et seuls Kate, Sawyer, Jack, Hurley et Frank survivent. La nuit, Kate, Sawyer, Kate et Hurley rencontrent l'esprit de Jacob qui leur explique qu'il les a choisis comme candidats car ils étaient seuls. Il a donc barré le nom de Kate lorsqu'elle est devenue mère du fils de Claire. Après que Desmond s'est rendu au cœur de l'île pour éteindre la lumière, Kate tire sur l'homme en noir, devenu mortel. Après la mort de l'homme en noir, Jack retourne allumer la lumière pendant que Kate et Sawyer rejoignent l'île de l'Hydre afin de s'envoler à bord du vol Ajira 316 avec Claire, Miles, Richard et Sawyer.

### Réalité alternative
Dans la réalité alternative, Kate n'a pas réussi à tuer Wayne mais son explosion a tué un plombier nommé Ryan Millner. Elle prend toujours le vol Oceanic 815 avec le marshall Mars. Arrivés à l'aéroport, Kate parvient à s'enfuir et menace avec une arme un chauffeur de taxi dans lequel se trouve également Claire. Lorsque le chauffeur s'enfuit, elle conduit le taxi, toujours avec Claire à son bord. Elle s'arrête ensuite pour se changer et découvre dans les affaires de Claire des vêtements pour bébé et un jouet. Se sentant coupable, Kate amène Claire à sa destination, une famille d'accueil pour son bébé mais à la suite d'un divorce, ils ne veulent plus prendre le bébé. Claire s'énerve et a des contractions, et Kate l'emmène à l'hôpital. Lorsque Claire est interrogée par des détectives, Kate se cache dans une pièce et Claire ne la dénonce pas, croyant à son innocence. Claire lui donne sa carte de crédit et Kate part, après lui avoir suggéré de garder son bébé. 
Une semaine plus tard, Kate est arrêtée par Sawyer et Miles qui font partie de la police de Los Angeles. Elle est ensuite transférée en prison avec Desmond et Sayid mais l'agent qui les escorte, Ana-Lucia, se laisse soudoyer par l'argent d'Hurley et les laisse s'enfuir. Hurley emmène ensuite Kate jusqu'au concert organisé par Daniel Faraday. Au concert, Kate aide Claire à accoucher de son bébé.